# Onteruela
Onteruela es un caserío de la provincia de Palencia (comunidad de Castilla y León) situado al este de Vega de Doña Olimpa y al sureste de Valenoso.

## Historia
A mediados del siglo XIII, en 1258, ya se documentó el caserío de Onteruela com Fontoriola (con significado de "fuente dorada").
En 1301, el abad de Sahagún D. Nicolás dio en encomienda varias haciendas, entre las que se encontraba la de Onteruela o las localidades de Villanueva y Membrillar.
A mediados del siglo XIV, según el Becerro de las Behetrías de Castilla, el pan de infurción se reducía al pago de solo cebada por algunos de sus vasallos en Ferreruela, lugar de la Orden de San Juan de Jerusalén en que, todos por igual, remuneraban la gallina por solar poblado al año.